# Walentin Wassiljewitsch Boreiko
Walentin Wassiljewitsch Boreiko (russisch Валентин Васильевич Борейко, englisch Valentin Boreyko; * 27. Oktober 1933 in Leningrad, Russische SFSR, Sowjetunion; † vermutlich 27. Dezember 2012 in Sankt Petersburg) war ein sowjetischer Ruderer und Rudertrainer.
Boreiko trat auf Vereinsebene für Trud Leningrad an und wurde zwischen 1959 und 1963 fünf Mal „Champion“ der UdSSR. 1954, 1958 und 1964 gewann er die sowjetischen Meisterschaften. Im Jahr 1959 gewann er mit seinem Partner Oleg Golowanow bei den Ruder-Europameisterschaften im französischen Mâcon Silber im Zweier ohne Steuermann. Bei den im italienischen Rom stattfindenden Olympischen Sommerspielen 1960 gewann das Paar olympisches Gold, im Jahr 1962 konnten sie den Vizeweltmeistertitel im Schweizer Luzern errudern. 1964 trat das Paar Boreiko/Golowanow erneut bei den Olympischen Sommerspielen in Tokio, Japan an, wobei sie in der ersten Runde mit sieben Sekunden Rückstand auf den Vorletzten ausschieden.
Boreiko wurde wegen seiner Verdienste – unter anderem als Nationaltrainer der sowjetischen Ruderer zwischen 1969 und 1974 – als Verdienter Meister des Sports der UdSSR und Verdienter Trainer der UdSSR ausgezeichnet. Am 27. Dezember 2012 gab der russische Ruderverband bekannt, dass Boreiko im 80. Lebensjahr verstorben sei.